# Police Python 357
Pour plus de détails, voir Fiche technique et Distribution.
Police Python 357 est un film français d'Alain Corneau sorti en 1976.

## Synopsis
Orléans, 1975.
Les services de police de la ville sont dirigés par le commissaire divisionnaire Ganay (François Périer). Son principal collaborateur est l'inspecteur Marc Ferrot (Yves Montand), un célibataire taiseux. Ce dernier est un excellent tireur, constamment armé d'un Colt Python 357 qu'il porte dans un étui accroché à sa ceinture. Mais c'est avant tout un grand solitaire, ce qui ne plaît pas à son supérieur, particulièrement quand il le voit traquer des gangsters armés, seul, et de nuit. Il y a aussi le jeune inspecteur Ménard (Mathieu Carrière). Le commissaire Ganay est marié à une femme infirme en fauteuil roulant (Simone Signoret), héritière d'une grande famille bourgeoise de la région (les Cléry) et le couple mène grand train avec hôtel particulier, manoir à la campagne, voitures de luxe et chauffeur.
Au début du film, l'inspecteur Ferrot, n'en faisant comme d'habitude qu'à sa tête, mène seul une expédition nocturne pour surprendre et arrêter deux pilleurs d'églises, dangereux et armés. Le commissaire lui exprimera ensuite sa désapprobation devant cette nouvelle initiative risquée. Mais l'inspecteur n'a pas remarqué, sur place, la présence d'une jeune artiste italienne, Sylvia Leopardi (Stefania Sandrelli) , qui prenait des photos de l'église et l'a photographié pointant son colt en direction des malfrats. Peu après, alors qu'il traverse une rue au volant de sa Peugeot 404, Ferrot aperçoit, dans la vitrine d'une boutique, sa propre silhouette : sa photo, agrandie, trône dans la vitrine, érigée comme une icône de virilité. C'est alors qu'il remarque une jeune femme dans la boutique. Intrigué par cette décoratrice nocturne, il va à sa rencontre et fait alors la connaissance de Sylvia. Le policier solitaire et la jeune artiste vont commencer à sortir ensemble.
La jeune femme est fascinée par l'arme de son nouvel amant. Elle s'amuse avec le colt au cours d'une virée à la campagne, alors que Ferrot fait un somme dans un champ. Mais Sylvia, comme le soupçonne très vite Ferrot, cache un secret : même si elle affirme faire presque chaque jour des allers et retours entre Paris et Orléans pour exercer le soir son activité de décoratrice de vitrines, tout semble indiquer qu'elle se rend aussi ailleurs dans la ville. Ferrot la suit discrètement et découvre qu'elle se rend dans un quartier de HLM de la ville. Il en déduit qu'elle vit avec un autre homme. En fait, Sylvia est entretenue dans un appartement, comme un oiseau en cage, par le commissaire Ganay lui-même, avec la pleine connaissance et l'assentiment de son épouse infirme. Le couple de notables est fort soucieux que rien ne se sache de cet arrangement.
Le drame se noue un soir que Ferrot a réussi à filer Sylvia jusqu'au bas de son immeuble. Une vive explication a lieu entre les amants, à l'issue de laquelle l'inspecteur gifle la jeune femme, puis part pour une soirée de beuverie en ville. Ganay a vu la scène depuis une fenêtre de l'appartement où il attend Sylvia, mais il n'a pas reconnu son collaborateur. En tout cas il a compris qu'il y a un autre homme dans la vie de la jeune femme et qu'elle s'apprête à le quitter. Après une soirée de faux-semblant où la tension monte, la violence éclate et Ganay tue Sylvia dans la salle de bain avec un cendrier de marbre. Reprenant ses esprits, le commissaire efface ses empreintes et les indices de sa présence et s'enfuit de l'appartement, laissant la porte ouverte car la serrure est cassée. Pendant ce temps, Ferrot revient ivre, sonne à la porte et entre en titubant quelque peu dans l'appartement. Ne trouvant personne, il laisse toutes sortes de traces de son passage, perdant même un gant, avant de repartir. Du bas de l'immeuble, Ganay a vu la lumière, il sait que l'autre homme inconnu est venu, mais il ne l'identifie pas. De retour chez lui, il raconte tout à sa femme, parlant un moment d'aller se livrer le lendemain, mais c'est elle qui l'en dissuade, lui disant d'attendre et de laisser venir les événements.
Le lendemain, Ferrot, soignant chez lui sa gueule de bois, est prévenu du meurtre par un coup de téléphone de son collègue Ménard. Il se rend compte très vite, non seulement que la victime est Sylvia, mais que les indices qui s'accumulent vont immanquablement conduire à sa propre inculpation. L'enquête commence donc d'une étrange façon, car aussi bien Ferrot que le commissaire veulent empêcher les investigations d'aboutir. Ganay, de son côté, est relativement rassuré, car il a pris soin de ne laisser aucun indice. En revanche, Ferrot s'efforce à la fois de dissimuler et de gérer sa détresse affective, d'effacer autant qu'il le peut tous les indices qui pourraient permettre à ses collègues de l'identifier, d'éviter d'être mis en présence des nombreux témoins qui l'ont vu avec Sylvia, d'esquiver les formalités habituelles comme les confrontations ou le portrait-robot du suspect. En outre, il est le seul à savoir que la victime avait deux amants. Il cherche donc à persuader ses collègues de rechercher le « deuxième homme », qu'aucun témoin ne décrit. Comme il ne peut évidemment pas expliquer la raison pour laquelle il est si sûr de l'existence de ce « deuxième homme », son attitude devient de plus en plus suspecte pour son adjoint Ménard. Celui-ci finit par se plaindre énergiquement à Ganay des entraves que Ferrot paraît mettre délibérément à l'enquête officielle.
Menant une expédition nocturne durant laquelle il met à sac l'appartement de Sylvia (dont les traces vont accroître la perplexité de ses collègues), Ferrot trouve une photo qui montre la jeune femme devant un manoir avec une voiture de luxe visible. Mais il finit par être reconnu dans un supermarché par un des témoins, qui appelle la police avant de se faire assommer par Ferrot lui-même en embuscade entre deux véhicules sur le parking en service.
Ganay et Ferrot se retrouvent confrontés. Le commissaire avoue être l'assassin, en même temps qu'il tente de tuer l'inspecteur, qui réagit et l'abat. Ferrot a sauvé sa vie, mais il a aussi fait disparaître le seul qui pouvait prouver son innocence. L'étau continue donc de se resserrer autour de lui, d'autant plus qu'un portrait-robot constitué devant Ménard, confirme sa culpabilité. Une seule personne pourrait encore l'aider : la femme de Ganay. Or, celle-ci, infirme et inconsolable, a décidé de se suicider devant lui. Mais Ménard incognito a assisté à la scène et comprend l'innocence de Ferrot. Le lendemain lors d'une attaque d'un convoi de fonds sur le parking d'un supermarché, Ménard et un associé sont encerclés et pris pour cible par les malfaiteurs. L'intervention inopinée de Ferrot retournera la situation.

## Fiche technique
- Titre : Police Python 357
- Réalisation : Alain Corneau, Jacques Santi (assistant)
- Scénario : Alain Corneau, Daniel Boulanger d'après le roman Le Grand Horloger de Kenneth Fearing
- Décors : Georges Casati, Jean-Pierre Kohut-Svelko
- Photographie : Étienne Becker
- Son : Harald Maury
- Bruitage : Daniel Couteau - mono
- Format 35 mm. Couleur - ratio 1,65:1
- Montage : Marie-Josèphe Yoyotte
- Musique : Georges Delerue
- Bagarres réglées par Claude Carliez et son équipe
- Production : Albina du Boisrouvray
- Sociétés de production : Albina Productions, TIT Filmproduktion
- Société de distribution : Les Films de la Boétie (France)
- Pays d'origine :  France
- Langue originale : français
- Genre : policier, drame
- Durée : 120 minutes
- Date de sortie : France : 31 mars 1976
- Affiche : René Ferracci (France)

## Distribution
- Yves Montand : l'inspecteur Marc Ferrot
- Simone Signoret : Thérèse Ganay
- François Périer : le commissaire Ganay
- Stefania Sandrelli : Sylvia Leopardi
- Mathieu Carrière (Doublé par Bernard Murat) : Ménard
- Vadim Glowna (Doublé par Gérard Hernandez) : Abadie
- Claude Bertrand : le marchand de porcs
- Georges Frédéric Dehlen : le contrôleur de la SNCF
- Gabrielle Doulcet : la vieille aux chats
- Serge Marquand : le rouquin (tenancier du bar)
- Michel Ruhl : le divisionnaire
- Michel Such : le marchand de chaussures (non crédité)
- Alice Reichen : la vendeuse de stylos
- Stéphane Macha : un des deux pilleurs d'églises (moustachu)
- Roger Muni : un des deux pilleurs d'églises (blond)

## Production

### Tournage

#### Dates de tournage
Le film a été tourné entre le 20 octobre 1975 et le 2 janvier 1976.

#### Lieux de tournage
- Loiret
  - Orléans
  - Cléry-Saint-André
- Seine-et-Marne
  - Villiers-en-Bière (c'est notamment dans cette ville qu'a été tournée la fameuse scène finale de fusillade sur un parking de supermarché[2]).
- Yvelines
  - Église Saint-Martin de Triel-sur-Seine
  - Plaisir
- Hauts-de-Seine
  - Garches
  - Rueil-Malmaison

- Essonne
  - Brunoy

- Île-de-France
  - Paris (Arcades du Théâtre de l'Odéon et place de l'Odéon, Paris 6e).
  - Paris (Musée Gustave Moreau, Paris 9e).
  - Paris (Rue des Petits-Champs, au carrefour avec la rue de la Banque, Paris 2e), scène au cours de laquelle Ferrot fait échapper les cochons contenus dans un camion de transport de bétail.

### Bande originale

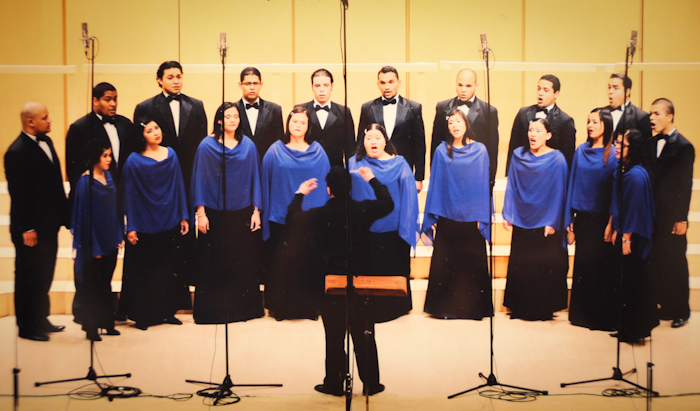
Le chœur a une grande importance dans la musique composée par Georges Delerue.

Pour son second long-métrage, Alain Corneau décide de faire appel à un compositeur expérimenté, et avant même de débuter le tournage du film, il pense à Georges Delerue. Après une production filmique pléthorique dans les années 60, parmi laquelle culmine la partition qu'il avait écrite pour Le mépris de Jean-Luc Godard, Georges Delerue se voit confier moins de travaux pour le cinéma dans la décennie suivante. C'est pourquoi il accepte avec enthousiasme de travailler avec une nouvelle génération de cinéastes comme Yannick Bellon, Andrzej Żuławski, Alain Corneau ou Bertrand Blier pour lesquels il n'hésite pas à expérimenter voire à changer ses habitudes en matière de composition,.
Très mélomane, Alain Corneau connaissait déjà parfaitement bien la carrière du compositeur, non seulement le fameux Mépris mais aussi des partitions moins connues de films policiers comme L'Aîné des Ferchaux, Rififi à Tokyo ou Classe tous risques. En outre, le réalisateur avait aussi écouté plusieurs pièces classiques de Georges Delerue, notamment sa musique de chambre, très marquée par l'esthétique du Groupe des Six. Corneau contacte alors le musicien qui lui donne rendez-vous dans sa maison située au bord du Lac d'Enghien. Le cinéaste lui amène plusieurs disques, pour lui donner une idée de la couleur musicale qu'il souhaite pour ce film très noir qui dépeint la déshumanisation d'un policier en pleine perte d'identité. Il explique au compositeur qu'il désire une partition dotée de deux niveaux : « Un premier niveau, avec une forme de dramatisation traditionnelle, des clusters pour accompagner le crescendo de suspense. Un second, plus abstrait, au cœur même du sujet : l'histoire d'un homme qui perd son identité pour devenir le prolongement d'une arme à feu […] Pour traduire cette dimension-là, j'ai une envie de chœurs… ».
Pour la partie plus traditionnelle, Corneau donne comme modèle au musicien l'adagio de la célèbre Symphonie avec orgue de Camille Saint-Saëns qui lui inspirera un Largo romantique pour cordes seules, et que l'on entendra lors d'une scène d'amour entre l'inspecteur Marc Ferrot et Sylvia Leopardi dans une voiture en pleine campagne.

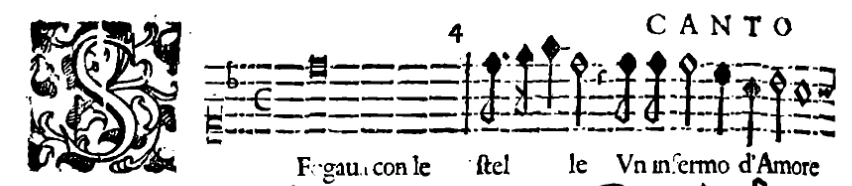
Fragment de la partition d'un madrigal de Monteverdi, compositeur qui a inspiré l'écriture chorale de la bande originale.

 Concernant la partie plus abstraite, le réalisateur a fait écouter à Delerue des disques de madrigaux de Monteverdi en prenant la précaution de l'avertir qu'il ne fallait en aucun cas copier ce style mais qu'il aimait bien cet « entremêlement des voix ». Le compositeur lui répondit alors qu'il avait compris la piste qu'il lui fallait suivre.
Imaginé pour un ensemble orchestral composé d'un chœur mixte, accompagné de cordes, piano, harpe, épinette et timbales, le Générique opte d'emblée pour une écriture atonale particulièrement tendue, et qui frappe par sa puissance évocatrice. Delerue s'est inspiré de la polytonalité de son maître Darius Milhaud, des clusters et glissandi typiques des premiers travaux de Krzysztof Penderecki (compositeur qu'il admirait et dont il avait précédemment rendu hommage sur L'important c'est d'aimer) voire de certaines partitions chorales d'Olivier Messiaen (le jeune Roubaisien avait suivi sa fameuse classe d'analyse musicale sans en apprécier l'enseignement, mais il aimait tout de même plusieurs de ses pièces de jeunesse),.
Outre ce célèbre Générique et le Largo qui servira pour la scène d'amour, Georges Delerue a écrit d'autres musiques très abstraites qui n'ont pour le moment jamais fait l'objet de publication sur disque, dont plusieurs séquences de filature basées sur un fugato lancinant qui revient à plusieurs reprises dans le film sous des formes légèrement différentes. À noter également une musique plus rythmée et « hitchcockienne » avec hautbois soliste pour la séquence Les châteaux (quand Ferrot passe plusieurs heures à chercher en voiture le manoir figurant sur la photo trouvée dans l'appartement de Sylvia) sans oublier la scène finale qui se déroule sur le parking d'un supermarché après une fusillade, et qui débute par une lente introduction bâtie sur des clusters, suivie d'un court motif de vibraphone comme en apesanteur avant le retour du thème choral du générique accompagné d'inquiétantes cordes en trémolo.
Malgré la qualité de cette bande originale, considérée par le consultant musical Édouard Dubois comme l'une de ses meilleures, Georges Delerue n'a jamais eu l'occasion de retravailler avec Alain Corneau.
En 1976, un 45 tours avec deux titres est sorti chez le label Déesse,, suivi la même année d'une compilation Georges Delerue - Les plus belles musiques de films, vol. 1, publiée chez Barclay qui, quant à elle, propose quatre titres au total. Plus récemment, une anthologie parue chez Universal Music / EmArcy en 2004 n'a réédité que trois titres mais en version remasterisée.
| Liste des morceaux de la compilation Barclay | Liste des morceaux de la compilation Barclay | Liste des morceaux de la compilation Barclay | Liste des morceaux de la compilation Barclay | Liste des morceaux de la compilation Barclay | Liste des morceaux de la compilation Barclay | Liste des morceaux de la compilation Barclay | Liste des morceaux de la compilation Barclay | Liste des morceaux de la compilation Barclay | Liste des morceaux de la compilation Barclay |
| No                                           | Titre                                        | Durée                                        |                                              |                                              |                                              |                                              |                                              |                                              |                                              |
| -------------------------------------------- | -------------------------------------------- | -------------------------------------------- | -------------------------------------------- | -------------------------------------------- | -------------------------------------------- | -------------------------------------------- | -------------------------------------------- | -------------------------------------------- | -------------------------------------------- |
| 1.                                           | Générique                                    | 3:13                                         |                                              |                                              |                                              |                                              |                                              |                                              |                                              |
| 2.                                           | Un bar à Orléans                             | 2:50                                         |                                              |                                              |                                              |                                              |                                              |                                              |                                              |
| 3.                                           | Largo                                        | 2:28                                         |                                              |                                              |                                              |                                              |                                              |                                              |                                              |
| 4.                                           | Les châteaux                                 | 1:35                                         |                                              |                                              |                                              |                                              |                                              |                                              |                                              |
| 10:06                                        |                                              |                                              |                                              |                                              |                                              |                                              |                                              |                                              |                                              |

## Distinctions

### Récompenses
- César 1977 : Meilleur montage pour Marie-Josèphe Yoyotte

### Nominations
- César 1977 : Meilleure musique écrite pour un film pour Georges Delerue

## Autour du film
- Gabrielle Doulcet, qui joue la vieille femme aux chats[37], est décédée cinq semaines avant la sortie du film.
- Contrairement à l'italienne Stefania Sandrelli, les acteurs allemands Mathieu Carrière et Vadim Glowna, interprétant tous deux des policiers français, parlaient très mal le français. Par conséquent, leurs voix furent doublées - cependant, dans la bande-annonce du film, on entend Mathieu Carrière non doublé lors d'un bref passage.
- À noter une incohérence à 1h58m43s, le véhicule de secours de pompiers est immatriculé 7447 SC 77 (et siglé CSP n°1 MELUN à l'avant et à l'arrière) tandis qu'à 1h59m00s, à l'ouverture des portes arrières, l'immatriculation est 7447 SC 45. On voit nettement que le chiffre "45" a été rajouté (les chiffres ne sont pas du même type que le reste de la plaque d'immatriculation). Ce changement (ou cette incohérence) doit être lié au lieu de tournage de cette séquence (Seine et Marne, 77) alors que l'intrigue est censée se dérouler à Orléans (45).
- Le film s'ouvre sur une scène de rechargement de munitions, qui présente toutefois une incohérence que les initiés auront décelé : avant de placer la balle et de la sertir pour terminer une cartouche, Ferrot prélève les douilles qui sont placées à l'envers sur leur support : il ne peut donc pas y avoir de poudre à l'intérieur... Ce qui signifie que Ferrot est en train de fabriquer des munitions sans poudre, donc totalement inefficaces.